# Pentaschistis humbertii
Pentaschistis humbertii är en gräsart som beskrevs av Aimée Antoinette Camus. Pentaschistis humbertii ingår i släktet Pentaschistis och familjen gräs. Inga underarter finns listade i Catalogue of Life.